# 2021年亞洲青年運動會
2021年亞洲青年運動會原定于2021年在中国广东省汕头市舉行，后因受2019冠状病毒病的持续影响决定延期一年举行，2022年5月决定取消举行。

## 历史
2012年11月8日，亞洲奧林匹克理事會宣布由印尼泗水取得本屆賽事的主辦權。2018年，泗水因故放弃承办亚青会。
2019年3月3日，在泰国曼谷举行的第38届亚奥理事会大会期间，亚奥理事会将第三届亚青会主办权授予汕头。
2021年9月8日，因受2019冠状病毒病的持续影响，亚奥理事会、中国奥委会和第三届亚青会组委会共同做出决定，将原定于2021年11月20日至28日在广东汕头举行的第三届亚青会推迟至2022年12月20日至28日举行。运动会名称“2021年第三届亚洲青年运动会”和运动会标识保持不变。
2022年5月6日，亚洲奥林匹克理事会经与中国奥委会、汕头亚青会组委会商议，决定取消该届亚洲青年运动会。